# Walerija Wladimirowna Demidowa
Walerija Wladimirowna Demidowa (russisch Валерия Владимировна Демидова; * 3. März 2000 in Moskau) ist eine russische Freestyle-Skierin. Sie startet in der Disziplin Halfpipe.

## Werdegang
Demidowa hatte ihren ersten internationalen Erfolg bei den Juniorenweltmeisterschaften 2015 in Chiesa in Valmalenco mit der Silbermedaille in der Halfpipe. Im Februar 2017 startete sie in Mammoth erstmals im Freestyle-Skiing-Weltcup und belegte dabei den 22. Platz. Im März 2017 errang sie bei den Freestyle-Skiing-Weltmeisterschaften in Sierra Nevada den 12. Platz und wurde bei den russischen Meisterschaften in Sunny Valley Erste in der Halfpipe. In der Saison 2017/18 erreichte sie mit drei Top-Zehn-Platzierungen, darunter Platz drei in Secret Garden Skiresort den achten Platz im Halfpipe-Weltcup. Beim Saisonhöhepunkt, den Olympischen Winterspielen 2018 in Pyeongchang, kam sie auf den sechsten Platz. Ende März 2018 wurde sie wie im Vorjahr russische Meisterin in der Halfpipe. Bei den Juniorenweltmeisterschaften 2018 in Cardrona gewann sie mit 84,8 Punkten die Silbermedaille.
Im Winter 2019/20 entschied Demidowa mit einem Sieg und drei weiteren Podestplätzen die Halfpipe-Weltcupwertung für sich. Bei den Winter-X-Games 2020 in Aspen wurde sie Siebte.

## Erfolge

### Olympische Spiele
- Pyeongchang 2018: 6. Halfpipe

### Weltmeisterschaften
- Sierra Nevada 2017: 12. Halfpipe
- Aspen 2021: 7. Halfpipe

### Weltcupsiege
| Datum             | Ort                  | Land                | Disziplin |
| ----------------- | -------------------- | ------------------- | --------- |
| 21. Dezember 2019 | Secret Garden Resort | Volksrepublik China | Halfpipe  |

### Weltcupwertungen
| Saison  | Gesamt | Gesamt | Park & Pipe | Park & Pipe | Halfpipe | Halfpipe |
| Saison  | Platz  | Punkte | Platz       | Punkte      | Platz    | Punkte   |
| ------- | ------ | ------ | ----------- | ----------- | -------- | -------- |
| 2016/17 | 123.   | 8      | -           | -           | 25.      | 40       |
| 2017/18 | 39.    | 30,67  | -           | -           | 8.       | 184      |
| 2018/19 | -      | -      | -           | -           | -        | -        |
| 2019/20 | 4.     | 69     | -           | -           | 1.       | 300      |
| 2020/21 | -      | -      | 27.         | 45          | 5.       | 45       |

### Winter-X-Games
- Winter-X-Games 2020: 7. Halfpipe